# Hood River (Oregon)
Hood River ist eine US-amerikanische Kleinstadt im nördlichen Oregon und Verwaltungssitz des Hood River County. Das U.S. Census Bureau hat bei der Volkszählung 2020 eine Einwohnerzahl von 8.313 ermittelt.

## Lage
Der Ort mit extremer Hanglage liegt in der Kaskadenkette am Columbia River Gorge, direkt südlich des Columbia River. 90 km westlich befindet sich die Stadt Portland. Während die Altstadt direkt am Ufer (40 m Höhe) oder am Hang liegt, befindet sich die neuere Besiedlung auf einem Plateau mit etwa 140–170 m.

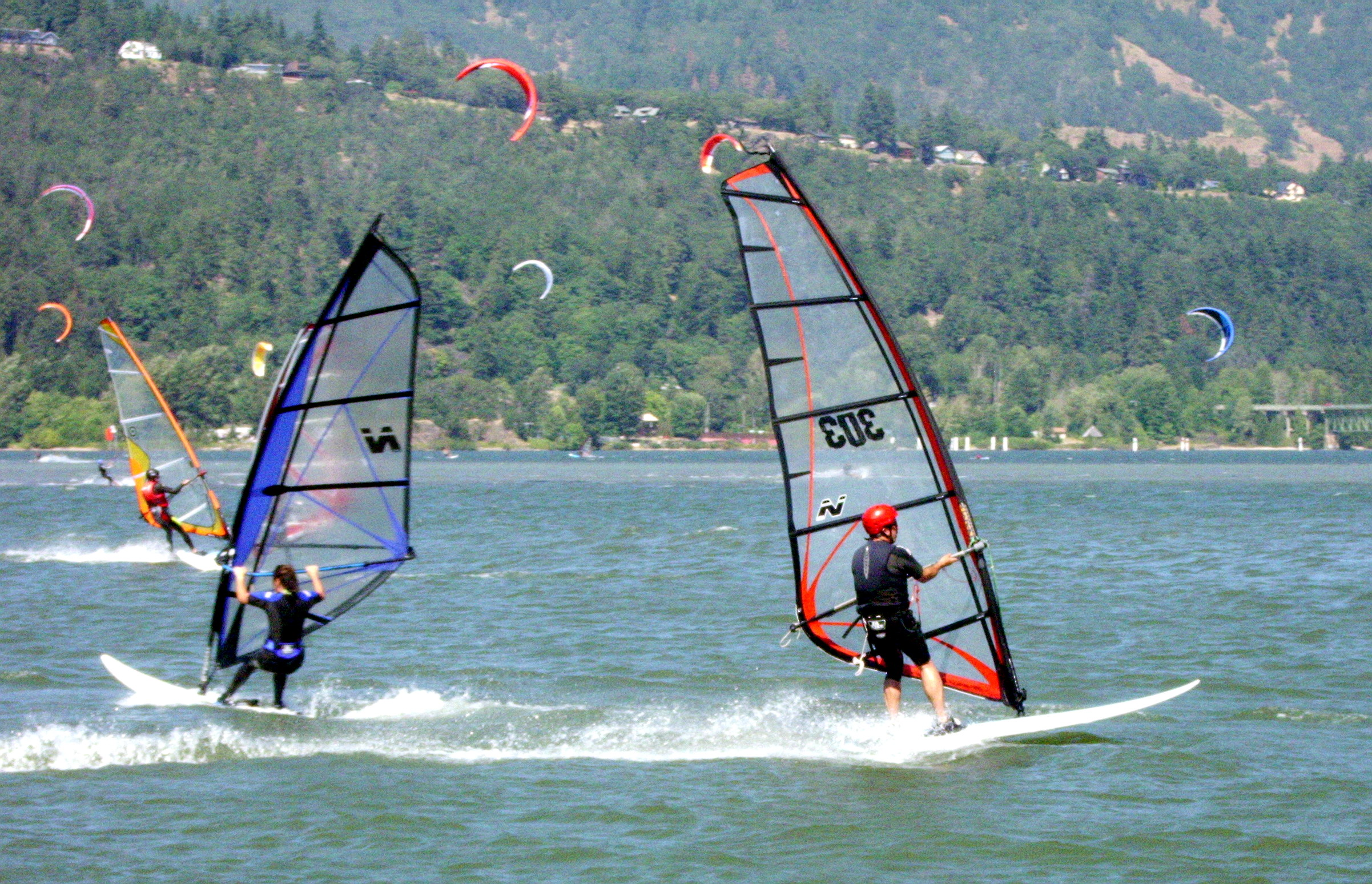
Wind- und Kitesurfing auf dem Columbia River bei Hood River (im Hintergrund ist die Hood River Bridge zu sehen)

## Geschichte
Hood River wurde offiziell 1856 gegründet. Der Name entstammt dem gleichnamigen Fluss, der hier in den Columbia River mündet.
Der National Park Service weist für Hood River 27 Bauwerke und Stätten im National Register of Historic Places (NRHP) aus (Stand 25. Dezember 2018), darunter das Lester and Hazel Murphy House.

## Heute
Das Wetter ist oft wechselhaft und vor allem windig (im Januar 19,6 km/h). Die Stadt lebt vom nationalen Tourismus (Wellenreiten, Bergsport) und vom Obstanbau (Birnen, Äpfel). Das Obst wird in viele Länder exportiert.
Es besteht eine Städtepartnerschaft mit der japanischen Kleinstadt Tsuruta in der Präfektur Aomori.

## Verkehr
Entlang des Columbia River verläuft die Interstate 84. Von Hood River aus führt eine mautpflichtige Brücke über den Columbia River nach White Salmon im Bundesstaat Washington. Wenige Meter östlich befindet sich eine Marina.
Im Süden der Stadt liegt der Flughafen Ken Jernstedt Airfield.

## Söhne und Töchter der Stadt
- Cecil D. Andrus (1931–2017), Politiker
- Kim Peyton (1957–1986), Schwimmerin